# 難升米
難升米（日语：なしめ，？—？），為古代日本邪馬台國女王卑彌呼派遣至三國曹魏之大夫。

## 生平
根據《三國志·魏志·倭人傳》記載，景初二年（238年）6月邪馬台國女王卑彌呼派遣大夫難升米、次使都市牛利，透過帶方郡太守劉夏謁見魏明帝曹叡，並獻上男生口四人、女生口六人、班布二匹二丈等。是年12月魏明帝發出詔書，封卑彌呼為「親魏倭王」，且體恤兩位外交官路途遙遠，賜難升米爲率善中郎將、牛利爲率善校尉，並授予銀印青綬。另外除了賜絳地交龍錦五匹、絳地縐粟罽十張、蒨絳五十匹、紺青五十匹外，又特賜紺地句文錦三匹、細班華罽五張、白絹五十匹、金八兩、五尺刀二口、銅鏡百枚、真珠鉛丹各五十斤。
正始六年（245年）魏齊王曹芳詔賜黃幢給難升米，黃幢乃是一種象徵特殊榮譽的軍旗。正始八年（247年）邪馬台國卑彌呼與狗奴國卑彌弓呼不和，兩國相互攻擊；曹魏遣塞曹掾史張政攜詔書與黃幢前往詔諭難升米。

## 外部連結
- （日語）魏志倭人傳：紹熙本系百衲本掃描圖檔 （页面存档备份，存于）
- （日語）邪馬台国総論 （页面存档备份，存于）